# Davi Braga
Davi Braga (Alagoas, 5 de fevereiro de 2001) é um empreendedor brasileiro que ficou mais conhecido pela sua startup List-it, aos 13 anos de idade. Também ganhou destaque após conceder uma palestra no Tedx, aos 14 anos. Em 2016, ele participou do Reality Show Shark Tank Brasil, quando ficou conhecido nacionalmente. Em 2019 sua startup alcança o patamar de faturamento de 600 mil reais. Em 2018 entrou na lista da Forbes em "90 destaques brasileiros abaixo dos 30 anos".

## Livros
- Empreender grande, desde pequeno, escrito por Davi Braga.
- Superpotencial: Descubra o caminho para usar o máximo da sua capacidade e impacte o mundo sendo muito bem pago por isso, escrito por Davi Braga.